# Amasjaure (Gällivare socken, Lappland, 739454-175763)
Amasjaure är en sjö i Gällivare kommun i Lappland och ingår i Råneälvens huvudavrinningsområde. Sjön har en area på 0,245 kvadratkilometer och ligger 316 meter över havet. Amasjaure ligger i Granlandet Natura 2000-område.

## Delavrinningsområde
Amasjaure ingår i det delavrinningsområde (738234-176513) som SMHI kallar för Mynnar i Rörån. Medelhöjden är 286 meter över havet och ytan är 54,23 kvadratkilometer. Räknas de 9 avrinningsområdena uppströms in blir den ackumulerade arean 183,02 kvadratkilometer. Solälven som avvattnar avrinningsområdet har biflödesordning 3, vilket innebär att vattnet flödar genom totalt 3 vattendrag innan det når havet efter 96 kilometer. Avrinningsområdet består mestadels av skog (81 procent) och sankmarker (16 procent). Avrinningsområdet har 0,25 kvadratkilometer vattenytor vilket ger det en sjöprocent på 0,5 procent.